# 東市来町
東市来町（ひがしいちきちょう）は、鹿児島県の西部、薩摩半島の中北部に位置した町。
2005年5月1日に、伊集院町・日吉町・吹上町と合併し、日置市となった。

## 地理
薩摩半島の北西部に位置している町で、町域は南北9Km、東西16Kmに広がっていた。地質は稲の耕作に適さない火山灰土壌（シラス）が多くを占めているため、丘陵地の多くは畑地となっているが、江口川、大里川、神之川の3河川の流域には水田が分布している。
東市来町は2005年時点で伊作田、神之川、寺脇、長里、南神之川、宮田、美山、美山元寺脇、湯田、養母の10大字から構成されていた。このうち、南神之川、寺脇、宮田、美山は1956年（昭和31年）の下伊集院村分割の際に編入・設置された大字であり、美山元寺脇は新設合併前の2004年10月29日に美山の一部より分割され設置された大字である。
現在の日置市東市来町伊作田、東市来町神之川、東市来町寺脇、東市来町長里、東市来町南神之川、東市来町宮田、東市来町美山、東市来町美山元寺脇、東市来町湯田、東市来町養母にあたる。
町名は、古代市来院の東半分を占めていたことに由来している。また、同じく市来院に属していた部分の西半分は西市来村となり、後に市来町となった。

## 歴史
- 1889年（明治22年）4月1日 - 町村制施行に伴い、長里村、養母村、湯田村、伊作田村、神之川村が合併して東市来村が成立する。
- 1937年（昭和12年）4月1日 - 町制施行により、東市来町となる。
- 1956年（昭和31年）9月30日 - 下伊集院村のうち大字寺脇、宮田、苗代川（編入時に美山に改称）の全域及び神之川の一部を編入。
- 2005年（平成17年）5月1日 - 東市来町が伊集院町・日吉町・吹上町と合併し、日置市となる。

## 行政
- 町長：下茂孝一（1995年4月23日 - 2005年4月30日）[3]

### 歴代村長
町村制施行以降の村長を記載する。表記は『東市来町誌』473頁に基づく。但し、旧字体については新字体に置換えるものとする。
| 代                   | 氏名       | 就任期間                      |
| -------------------- | ---------- | ----------------------------- |
| 初代村長             | 永山光二   | 1889年8月24日 - 1891年3月25日 |
| 二代村長             | 南郷兼知   | 1891年3月25日 - 1896年3月27日 |
| 三代村長             | 大迫半七   | 1896年3月27日 - 1896年6月26日 |
| 四代村長             | 上村良助   | 1896年6月26日 - 1897年3月     |
| 五代村長             | 岩重政恒   | 1897年3月 - 1907年1月         |
| 六代村長             | 斉藤仲蔵   | 1907年1月 - 1911年1月16日     |
| 七代村長             | 臼井直熊   | 1911年1月16日 - 1918年3月27日 |
| 八代村長             | 黒川十次郎 | 1918年3月27日 - 1922年4月6日  |
| 九代村長             | 上村平角   | 1922年4月6日 - 1922年9月10日  |
| 十代村長             | 谷山金次郎 | 1922年9月6日 - 1931年9月      |
| 十一代村長           | 浅谷時博   | 1931年9月 - 1932年3月20日     |
| 十二代村長・初代町長 | 南郷武夫   | 1932年3月20日 - 1942年3月     |
| 二代町長             | 斉藤貞行   | 1942年4月 - 1946年12月23日    |
| 三代町長             | 岩下方貞   | 1946年12月23日 - 1951年5月9日 |
| 四代町長             | 上村琢磨   | 1951年5月9日 - 1954年1月      |
| 五代町長             | 岩下方貞   | 1954年1月 - 1955年12月9日     |
| 六代町長             | 宮内時義   | 1955年12月9日 - 1962年12月9日 |
| 七代町長             | 元山篤二   | 1962年12月9日 - 1983年12月9日 |
| 八代町長             | 福田辰夫   | 1983年12月9日 - 1995年4月23日 |
| 九代町長             | 下茂孝一   | 1995年4月23日 - 2005年4月30日 |

## 姉妹都市・友好都市
- 日本 - 北海道 弟子屈町
東市来町出身で釧路土木現業所長であった永山在兼が建設を指揮していた弟子屈町と阿寒湖間を結ぶ阿寒横断道路（現在の国道241号）は3年にわたる難工事となったが、1930年（昭和5年）には開通し、弟子屈町の発展の基礎を作ったとして出身地である東市来町と1983年11月に姉妹都市盟約を締結した。また2007年の市町村合併により日置市となった後も姉妹都市盟約は日置市に継承されている[4]

## 地域

### 教育

#### 中学校
- 東市来町立東市来中学校
- 東市来町立上市来中学校

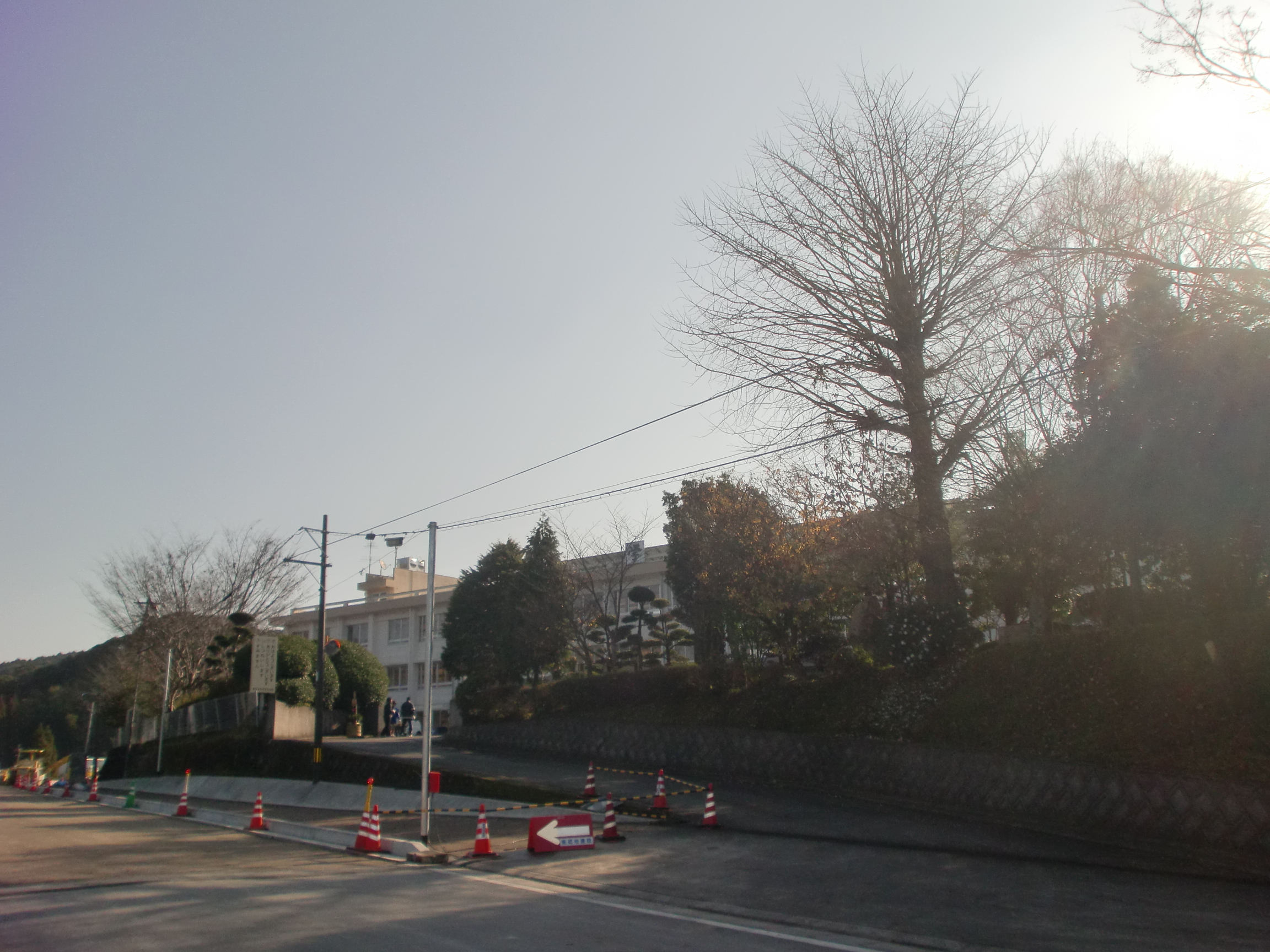
東市来中学校
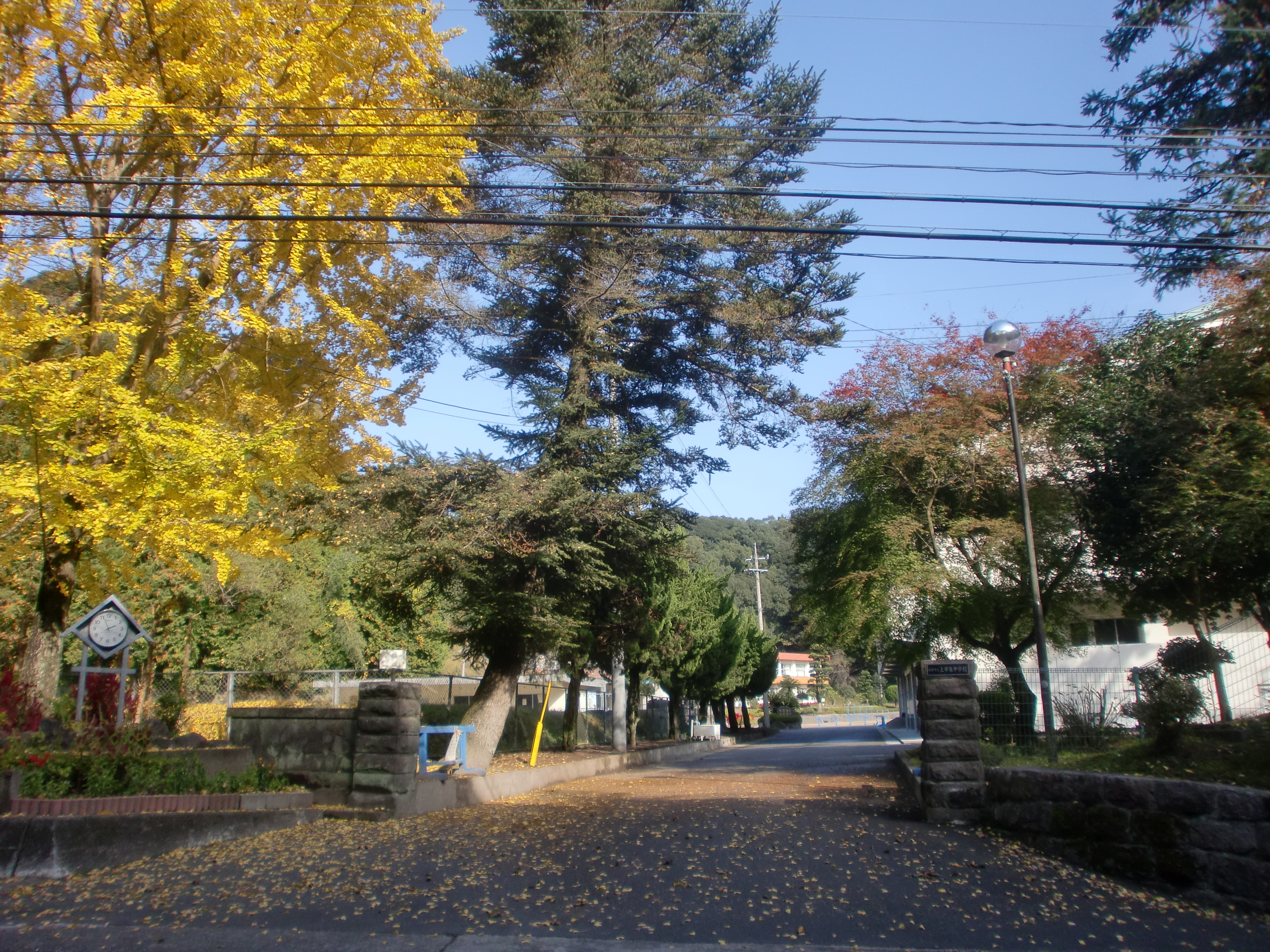
上市来中学校

#### 小学校
- 東市来町立湯田小学校
- 東市来町立鶴丸小学校
- 東市来町立皆田小学校（合併後の2007年に湯田小学校に統合）
- 東市来町立伊作田小学校
- 東市来町立美山小学校
- 東市来町立上市来小学校

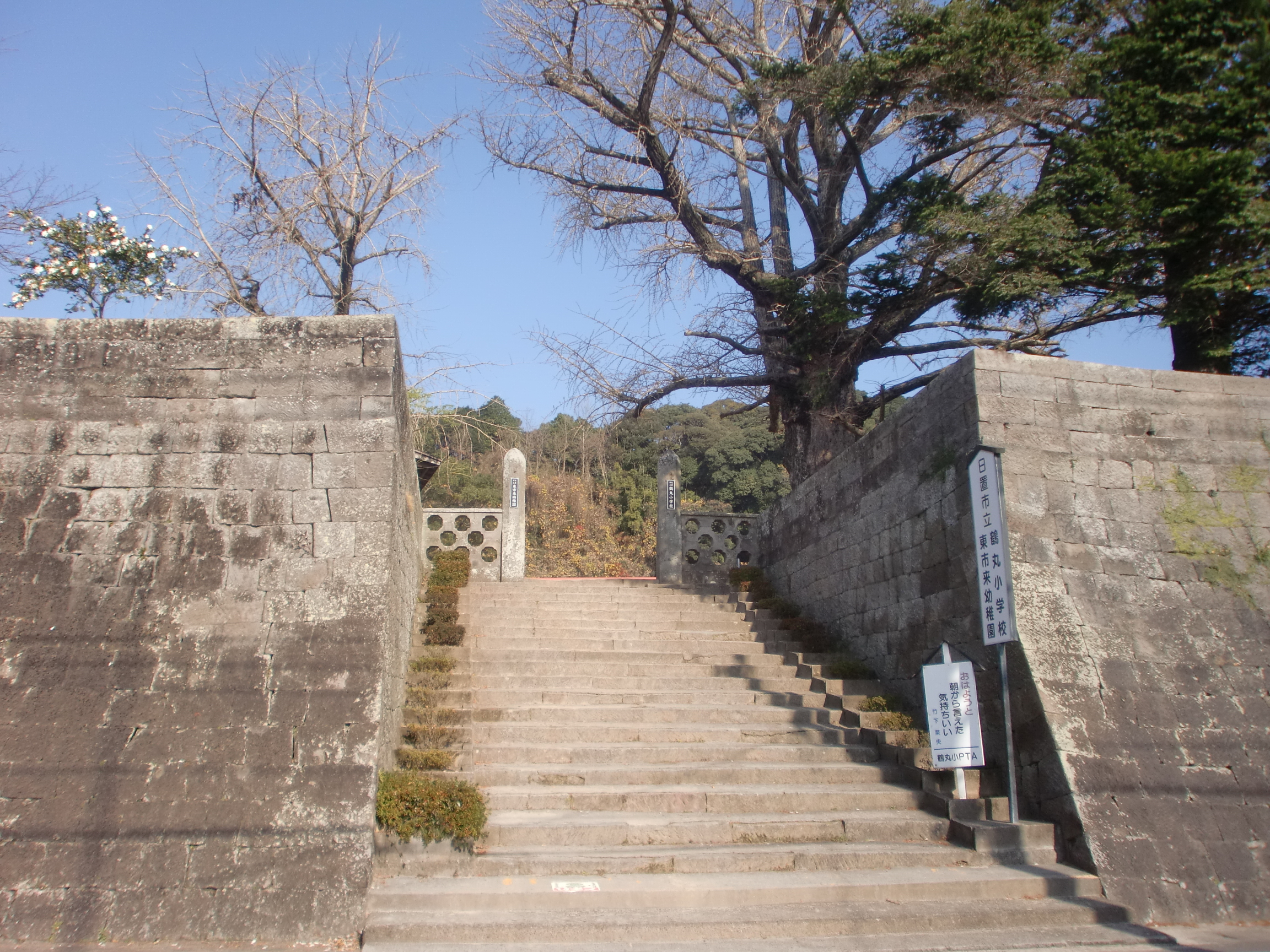
鶴丸小学校
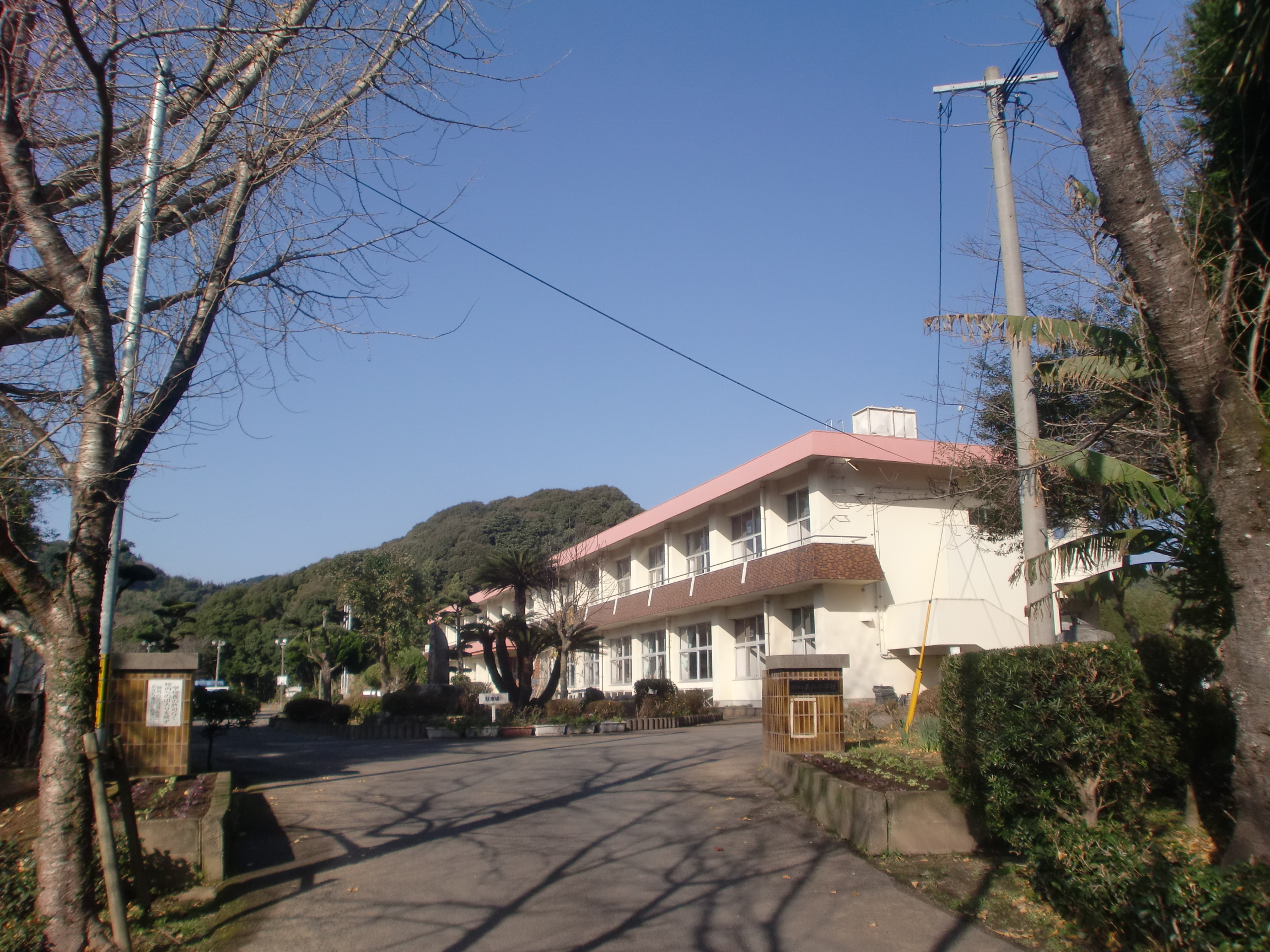
美山小学校
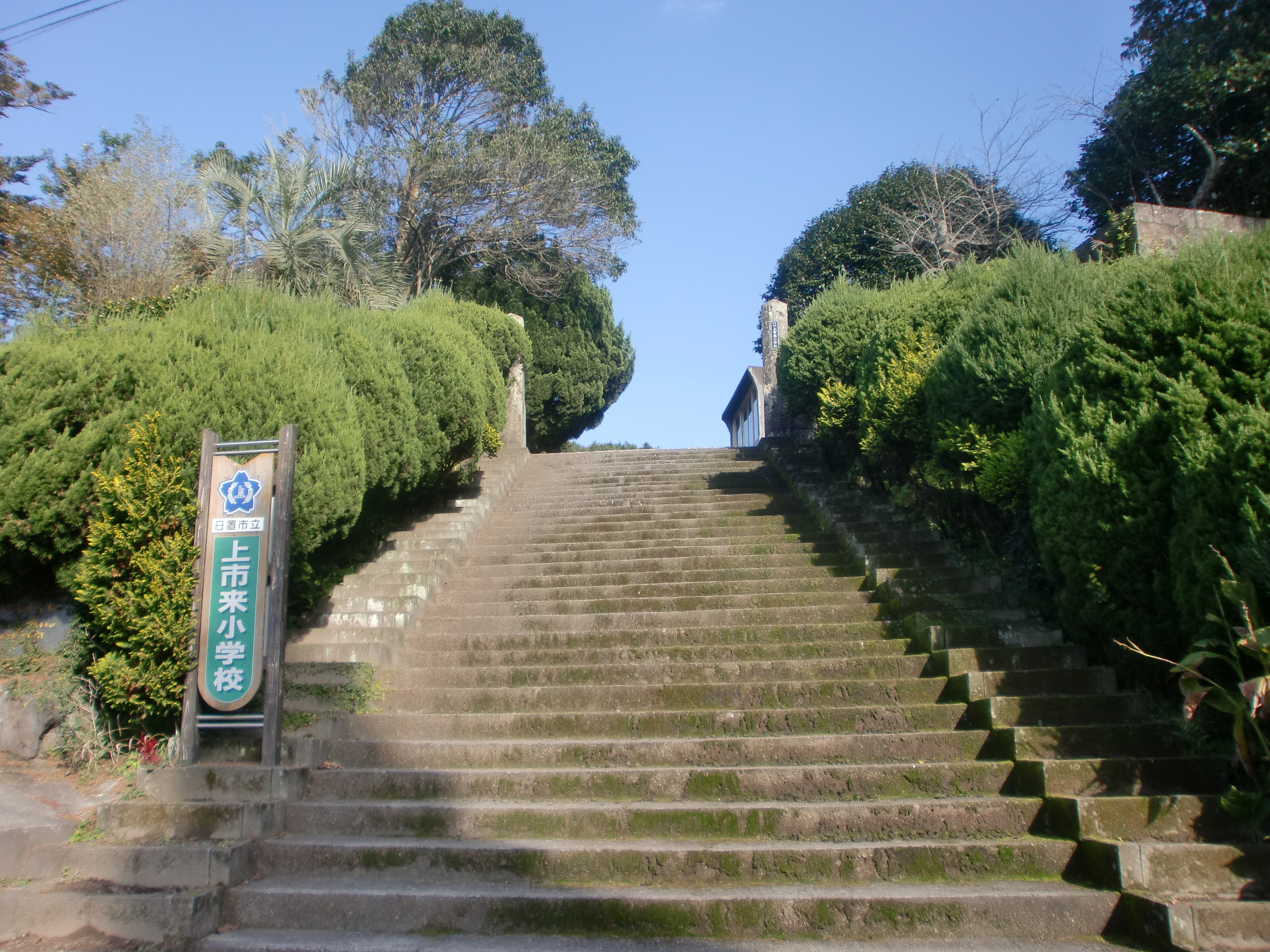
上市来小学校

## 交通
最寄空港は鹿児島空港

### 鉄道

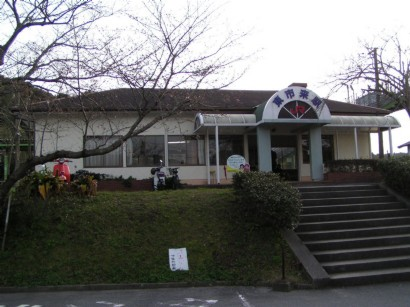
東市来駅

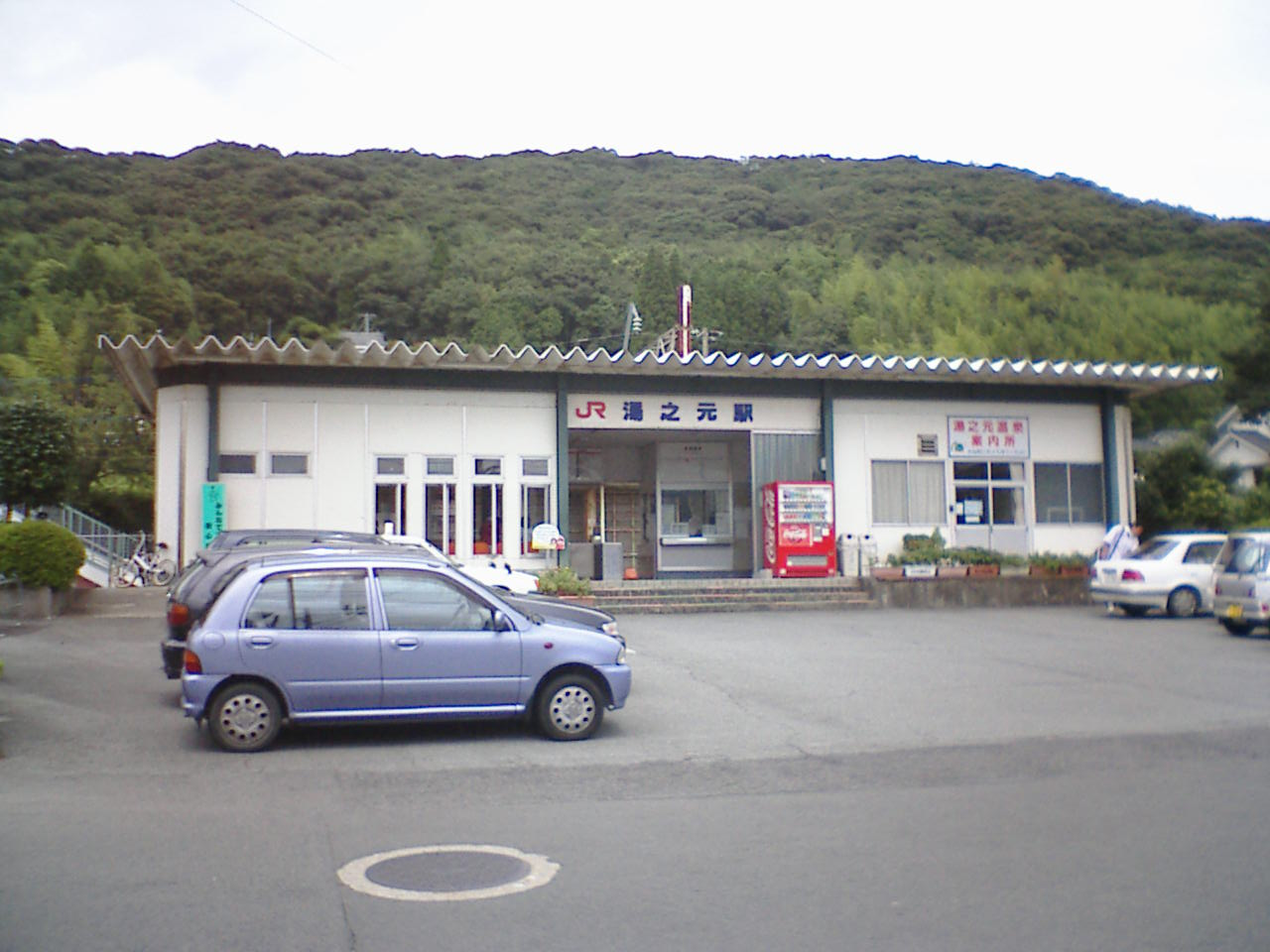
湯之元駅

- 九州旅客鉄道鹿児島本線
  - 湯之元駅 - 東市来駅

### 道路
- 高速道路
  - 南九州西回り自動車道：美山インターチェンジ、美山パーキングエリア、東市来バスストップ
- 国道
  - 国道3号
  - 国道270号
- 県道
  - 鹿児島県道24号鹿児島東市来線
  - 鹿児島県道303号江口長里線
  - 鹿児島県道304号仙名伊集院線
  - 鹿児島県道305号養母長里線
  - 鹿児島県道306号戸崎湯之元停車場線
  - 鹿児島県道309号山田湯之元停車場線

### バス
- いわさきバスネットワーク